# 幕府山
幕府山（ばくふさん）は、中国南京市鼓楼区の北端と棲霞区の西端を横切る長江の南岸に位置する丘陵山脈で、西は上元門から東は燕子磯に至る。金陵の48の景観では、幕府の山には、幕府の登頂、達摩古洞窟、永済川流、化龍麗地、嘉善文経、燕吉夕日の6つの景観がある。

## 山名について
東晋元帝が川を渡り、王導がここに幕府を設置したという伝説があり、幕府山と名付けられた。

## 歴史事件
- 一葦渡江：菩提達磨だるまは幕府山から折に水を投げ、一つの葦で揚子江をわたして少林寺に北上したと伝えられている。

- 幕府山事件：日中戦争期間、日本軍が当時の中華民国の首都・南京に侵攻した際に、幕府山で万を超す中国人捕虜を含む大量殺害事件。

## 交通アクセス
南京地下鉄
■　南京地下鉄7号線　幕府山駅